# Isabelle de Viseu
 (juin 2025).
Si vous disposez d'ouvrages ou d'articles de référence ou si vous connaissez des sites web de qualité traitant du thème abordé ici, merci de compléter l'article en donnant les références utiles à sa vérifiabilité et en les liant à la section « Notes et références ».
Isabelle de Viseu, née à  Beja en 1459 et morte à Lisbonne en avril 1521, est la fille de Ferdinand de Portugal, deuxième duc de Viseu et premier duc de Beja, et de Béatrice de Portugal, ainsi que la sœur du roi Manuel Ier du Portugal.
Le 19 septembre 1472, elle devient la seconde épouse de Ferdinand II de Bragance, 3e duc de Bragance, qui est exécuté en 1483 par le roi Jean II de Portugal. Elle meurt à Lisbonne en avril 1521 à l'âge de 62 ans, et est inhumée au couvent de Madre de Deus.

## Descendance
- Philippe de Bragance (6 juillet 1475 - 1483), décédé enfant ;
- Jacques de Bragance, 4e duc de Bragance (1479-1532) ;
- Denis de Castro Portugal, qui était comte de Lemos par son mariage (1481 - 9 mai 1516, Ourense) avec Béatrice de Castro Osório ;
- Marguerite (? - juin 1483) ;